# Carlos José Ochoa
Carlos José Ochoa (Nirgua, 14 de diciembre de 1980) es un ciclista venezolano.
Típico escalador sudamericano, debutó como profesional en 2006 con el equipo LPR y luego de retornar a Venezuela regresó al profesionalismo con el equipo italiano Serramenti PVC Diquigiovanni-Androni Gioccatoli.
La Vuelta a Venezuela y la Vuelta Independencia Nacional (República Dominicana) ambas en 2008, son sus principales conquistas.

## Palmarés
2003
- 2.º en el Campeonato de Venezuela Contrarreloj

2005
- 1 etapa de la Vuelta Independencia Nacional

2008
- 1 etapa del Tour de San Luis
- Vuelta Independencia Nacional, más 2 etapas
- Vuelta a Venezuela, más 1 etapa

2010
- 2.º en el Campeonato de Venezuela en Ruta

2013
- Vuelta a Venezuela

## Resultados en Grandes Vueltas y Campeonatos del Mundo
| Carrera         | 2006 | 2007 | 2008 | 2009 | 2010 | 2011  | 2012 | 2013 | 2014 |
| --------------- | ---- | ---- | ---- | ---- | ---- | ----- | ---- | ---- | ---- |
| Giro de Italia  | -    | -    | 61.º | 30.º | 52.º | 65.º  | Ab.  | -    | -    |
| Tour de Francia | -    | -    | -    | -    | -    | -     | -    | -    | -    |
| Vuelta a España | -    | -    | -    | -    | -    | -     | -    | -    | -    |
| Mundial en Ruta | -    | -    | 70.º | 75.º | Ab.  | 127.º | 97.º | Ab.  | Ab.  |

-: no participa
Ab.: abandono

## Equipos
- Team LPR (2006)
- Androni Giocattoli (2008-2014)

Serramenti PVC Diquigiovanni-Androni Giocattoli (2008-2009)
Androni Giocattoli-Serramenti PVC Diquigiovanni (2010)
Androni Giocattoli-C.I.P.I. (2011)
Androni Giocattoli (2012)
Androni Giocattoli-Venezuela (2013-2014)